# Ti'i Paulo
Pour les articles homonymes, voir Paulo.

a Compétitions nationales et continentales officielles uniquement.

b Matchs officiels uniquement.
Dernière mise à jour le 19 août 2018.
Ti'i Paulo, né le 13 janvier 1983 à Christchurch, est un joueur de rugby à XV samoan. Il évolue au poste de Talonneur au sein du club français de l'ASM Clermont Auvergne à compter de 2010 après quatre saisons avec les Crusaders de Nouvelle-Zélande.

## Carrière

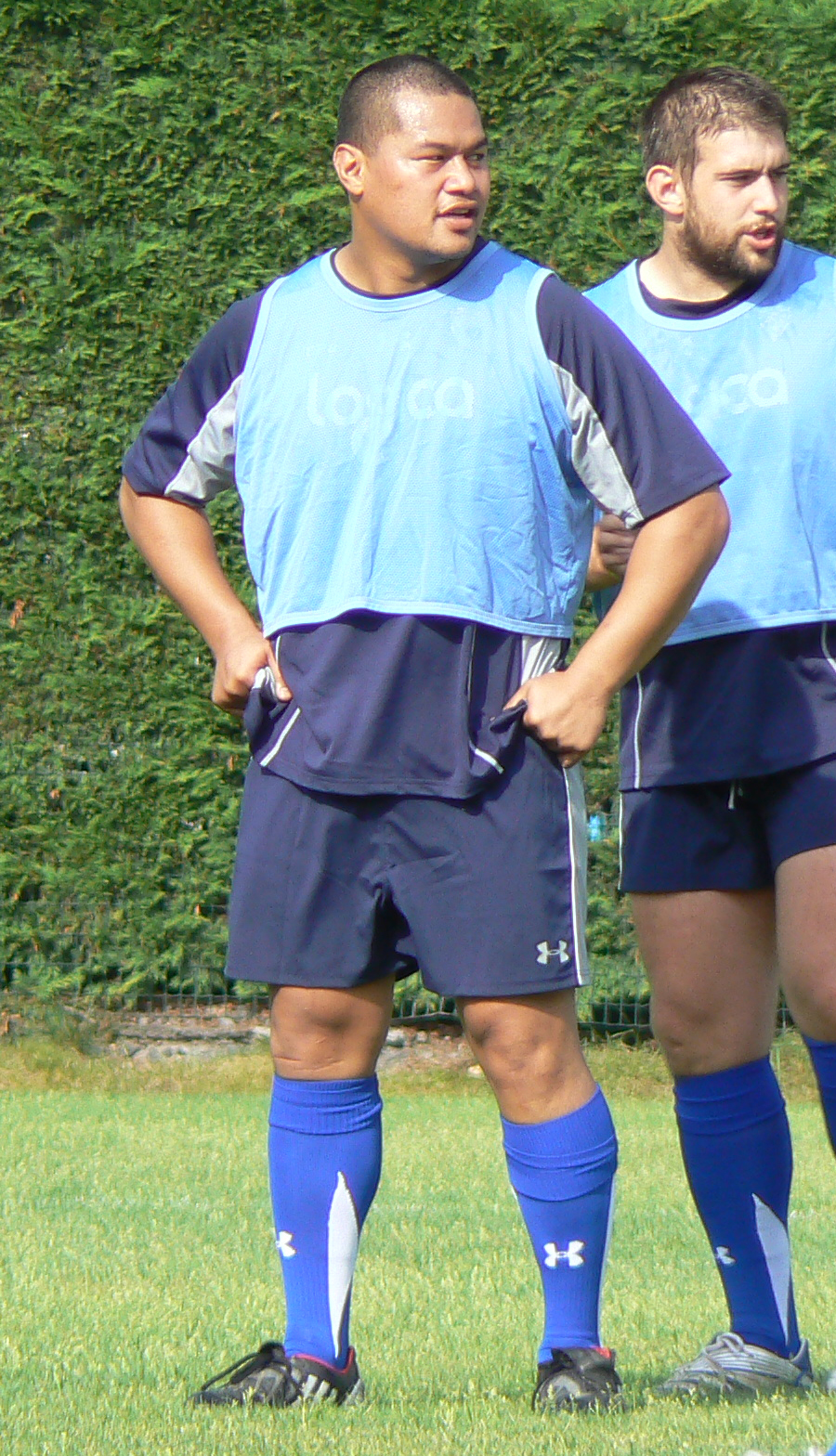
Ti'i Paulo avec l'ASM Clermont Auvergne en juillet 2010

Ti'i Paulo a fait ses débuts aux Crusaders en 2005, mais sa carrière a été très perturbée par les blessures dans la mesure où il a joué seulement 20 matchs de Super 14 en cinq ans.
En 2009, une nouvelle blessure au genou l'a écarté du Super 14 mais il a joué un rôle à part entière dans le récent Air New Zealand Cup avec Canterbury. Le talonneur robuste est un ancien capitaine des moins de 21 ans de Nouvelle-Zélande et faisait aussi partie des équipes gagnantes du titre mondial au niveau des moins de 19 et moins de 21 ans.

## En équipe nationale
- 13 sélections avec les Samoa depuis 2010.

## Palmarès
Canterbury
- Vainqueur du National Provincial Championship en 2004, 2008 et 2009

Crusaders
- Vainqueur du Super 14 en 2008

- Champion de Top 14 en 2010 avec Clermont.
- Champion de Pro D2 en 2016 avec Lyon.